# (8022) Scottcrossfield
(8022) Scottcrossfield est un astéroïde de la ceinture principale.

## Description
(8022) Scottcrossfield est un astéroïde de la ceinture principale. Il fut découvert le 10 novembre 1990 à l'Observatoire Kleť par Antonín Mrkos. Il présente une orbite caractérisée par un demi-grand axe de 2,29 UA, une excentricité de 0,00 et une inclinaison de 3,4° par rapport à l'écliptique.

## Compléments